# Federación Argentina de Contratistas de Máquinas Agrícolas
La Federación Argentina de Contratistas de Máquinas Agrícolas (FACMA) es una organización argentina de propietarios de maquinarias rurales contratados que se dedican a realizar las tareas rurales esenciales (siembra, fumigación, cosecha), contratados por los administradores de tierras, fundada el 19 de septiembre de 1986. La FACMA es una organización federal de segundo grado, que reúne a seis asociaciones regionales que abarcan todo el país, que a su vez reúnen a 3.500 propietarios de maquinaria.

## El Contratista Rural
En la vertiginosa transformación que ha experimentado el agro en los últimos años, la empresa contratista se ha erigido como uno de sus agentes más dinámicos. Se podría decir que la actividad de contratista nació prácticamente con la mecanización del campo nacional.
Es una rica historia, digna de ser conocida, porque se entrelaza con el desarrollo económico y social de las principales provincias argentinas. [cita requerida]
Los contratistas  un lado se encargan de la recolección del 75% de los granos que se cultivan en el país y del 60% de los trabajos de siembra y pulverización; ssiembran considerables extensiones en diferentes regiones abriendo fronteras y como si fuera poco concentran más de 50% de las ventas de maquinaria agrícola en el país. Muchos de ellos, además de ser prestadores de servicios, se han incorporado al sector agrícola como pequeños y medianos productores agropecuarios.
Además, los contratistas que llevan muchos años en el oficio se han convertido, en la práctica, en “maestros” de los operarios que se fueron incorporando. [cita requerida]
No quedan dudas que es un eslabón principal de la cadena productiva agrícola argentina, reafirmando su importancia mediante la prestación de un servicio eficiente y una capacidad laboral que lleva al productor a preferir un trabajo que, ya sabe de antemano, estará bien realizado.

## Institucional
Como federación de segundo grado, la FACMA reúne las siguientes seis asociaciones regionales: 
1. Asociación de Propietarios de Máquinas Rurales de Casilda (APMRC)
2. Centro de Contratistas de Máquinas Agrícolas de San Vicente (CE.CO.MA)
3. Asociación de Trilladores del Centro de la Provincia de Córdoba (A.T.C.P.C.)
4. Asociación de Contratistas de Máquinas Agrícolas de Entre Ríos (ACMAER)
5. Cámara de Propietarios de Máquinas Agrícolas de la Pampa (CA.PRO.MA.)
6. Asociación de Contratistas Rurales de Tres Arroyos (ACRTA)

Su presidente es Jorge Scoppa.

### Otras organizaciones rurales de la Argentina
- Sociedad Rural Argentina
- Confederaciones Rurales Argentinas
- Federación Agraria Argentina
- CONINAGRO

- Datos: Q5857039